# 使用者經驗
使用者經驗（英語：User Experience，縮寫為UX），又譯為使用者體驗或用戶體驗，是由美國學者唐·諾曼（Don Norman）提出。
於1990年代初期，他在 Apple（蘋果公司） 擔任用戶體驗架構師（User Experience Architect）一職，在此首次提出了「使用者經驗」這一概念。而後他創辦了尼爾森諾曼集團（Nielsen Norman Group），更擴展了核心定義，認為「使用者經驗」涵蓋使用者在與公司產品/服務互動時的所有層面。
使用者經驗的核心理念是以使用者為中心，著重於人機互動的全面思考，這與傳統優使性（Usability）以完成任務為主要目標的物件導向思維有所不同。早期的優使性理論集中於物件在任務中的學習性、效能與效率、記憶性與記憶延續性、錯誤率以及對錯誤的容忍能力。然而，隨著時間推移，優使性的涵蓋範圍逐漸擴大，與使用者經驗的範疇逐漸重疊，雖然仍保持以功能為導向的物件思維為基礎。

## 概述
用戶體驗是指一個人使用一個特定產品或系統或服務時的行為、情緒與態度。包括人機互動與擁有產品時的操作面向、體驗面向、情感面向、意義面向、與價值面向；還包含使用者對於系統的功能、易用、效率的感受，因此使用者經驗在本質上可以視為一個人對於系統的主觀感受與主觀想法。
使用者經驗或用戶體驗隨著行業不斷完善和細分，在現代被分為兩大主要模塊，即用戶體驗研究（User Experience Research）和用戶體驗設計（User Experience Design）。用戶體驗研究是調查用戶 ，獲取數據，並為設計建立模型，比如用戶地圖（User Journey Map），以獲取並分析數據，建立架構為主要目的。
使用者經驗是動態的，由於不斷變化的使用情況、不停變化的各個系統，以及變化發生背後的情境與脈絡，因此它是不斷隨著時間而變化。總而言之，使用者經驗是關於使用者如何和產品互動及體驗產品。
ISO 9241–210對於使用者經驗的定義是，使用者在使用或參與產品、系統、服務時，所產生的感受與反應，包含使用者的情緒、信仰、偏好、感受、生理與心理的反應、行為，及相關影響，涵蓋產品、系統、服務使用的前、中、後期。影響使用者經驗的三個因素分別是系統、使用者、還有使用的脈絡。
用戶體驗設計（通常简称）則是以此概念為中心的一套設計流程。此流程完整的包括了有目標使用者設定、滿意度的範圍和主題設定、使用者需求的功能、互動研究、系統回饋和最終的報告與成果。
用戶體驗測試（英語：User Experience test） 是一個測試產品滿意度與使用度的詞語，可能是基於西方產品設計理論中發展出來的。在大多數情況下，產品軟體測試或是商業行銷測試時，會用到使用者經驗這個詞。但是它也可應用在互動設計，互動式語音應答上面。有時在探討設計價值時，也會用到此新設計是否導出更差的使用者經驗，來評估其好壞。
使用者經驗可以通過多種方法來度量，例如眼動追蹤、問卷調查和焦點小組等。在問卷調查中，標準化的量表由於其客觀性和可比較性強以及易於使用等優點被廣泛應用。 例如使用者經驗調查問卷（UEQ）。該量表的開發及驗證過程請參閱Laugwitz等人的論文。
目前依使用者經驗設計流程所導出的成果有下列三種形態，分別是：
- 架構：操作藍圖或是分鏡圖
- 草案
- 文字敘述式的特性描寫

## 參看
- 使用者期許（英语：User expectations）
- 優使性

## 外部連結
- 使用者經驗的要素 （页面存档备份，存于），由傑西·詹姆士·賈瑞特提出。
- 如何量化使用者經驗 （页面存档备份，存于）, by Robert Rubinoff
- The User Experience Network （页面存档备份，存于）